# Pont de la Boucle (La Réunion)
Pour les articles homonymes, voir Pont de la Boucle.
Le pont de la Boucle est un pont routier français à Cilaos, sur l'île de La Réunion. Il présente la particularité d'être un pont en spirale qui permet à la route de Cilaos de faire un tour sur elle-même en changeant d'élévation. Il est l'un des ouvrages d'art singuliers de cette route de montagne avec le tunnel du Pavillon, le tunnel de Peter Both et le tunnel de Gueule Rouge.

## Histoire
En 1930, lors de la construction de la route, les ingénieurs constatent que deux tronçons ne sont pas en vis-à-vis. L'ingénieur Telmard propose de réaliser une boucle compensant la différence de niveaux faisant croiser les deux tronçons par la construction de ce pont.